# Alan Lerwill
Alan Leslie Lerwill, né le 15 novembre 1946 et mort le 6 février 2021, est un athlète britannique spécialiste du saut en longueur
Il participe aux Jeux olympiques d'été de 1968 et aux Jeux olympiques d'été de 1972, terminant septième à Munich.
Représentant l'Angleterre, il remporte la médaille de bronze du saut en longueur des Jeux du Commonwealth britannique de 1970 et la médaille d'or aux Jeux du Commonwealth britannique de 1974,.